# Juan Santana Vega
Juan Santana Vega fue un político español de ideología comunista; maestro de albañilería; fundador del Partido Comunista de San Lorenzo y presidente de la Federación Obrera de Tamaraceite. Nació en el desaparecido municipio de San Lorenzo (Gran Canaria, España) a principios del siglo XX y fue ejecutado el 29 de marzo de 1937, en el campo de tiro de Infantería de La Isleta (Las Palmas de Gran Canaria) por el sector militar golpista afín a Francisco Franco.
Fue una de las personas fusiladas por los hechos ocurridos en Tamaraceite, al enfrentarse a las tropas e intentar mantener su control sobre el municipio. Juan Santana Vega, se puso al frente del resto de las autoridades municipales y de los trabajadores que les ayudaron a controlar la localidad hasta que sucumbieron con la llegada a Tamaraceite de las fuerzas militares.
Se trata del último alcalde que tuvo el municipio de San Lorenzo antes de ser anexionado al municipio de Las Palmas de Gran Canaria en plena guerra civil española.